# Martha Beck
Martha Beck (ur. 1919, zm. 8 marca 1951) – seryjna morderczyni. Razem z kochankiem – Raymondem Fernandezem podejrzana o zamordowanie około 20 kobiet. Sąd udowodnił parze jedynie trzy morderstwa.
Martha w swym krótkim życiu zdążyła trzykrotnie wyjść za mąż i trzykrotnie się rozwieść oraz urodzić czworo dzieci. Władzę rodzicielską nad nimi odebrano jej jednak, gdyż sąd uznał ją za niezdolną do wychowywania i utrzymania ich. Gdy Fernandez opowiedział jej, że jest oszustem matrymonialnym, ta wpadła na pomysł, by nieszczęsne kobiety nie tylko okradać, ale też zabijać. Martha prawdopodobnie była sadystką wobec przedstawicielek własnej płci.
Gdy wyszły na światło dzienne zbrodnie Marthy i Raymonda sąd skazał ich na karę śmierci. Wyrok wykonano 8 marca 1951 roku.